# Marco Fabio Vibulano (console 442 a.C.)
Marco Fabio Vibulano (fl. V secolo a.C.) è stato un console romano.

## Consolato
Marco Fabio Vibulano fu eletto console a Roma nel 442 a.C. con il collega Postumio Ebuzio Helva Cornicino.
Fu un periodo di tranquillità per Roma, sia sul fronte interno che su quello esterno, che Tito Livio ricorda solo per lo stratagemma adottato dal Senato per restituire agli alleati ardeatini i territori precedentemente sottratti.

## Battaglia di Fidene
Nel 437 a.C. nella campagna militare contro Fidene, passata dall'alleanza con Roma a quella con Veio, i veieinti e i Falisci, fu nominato legato dal dittatore Mamerco Emilio Mamercino, cui era stata affidata la conduzione della campagna militare.
Nello scontro, che vide il successo dei romani, a Marco Fabio fu affidato il compito di proteggere il campo romano, che in effetti riuscì a difendere dall'assalto della cavalleria etrusca di Tolumnio.

## Tribuno consolare
Fu eletto tribuno consolare  nel 433 a.C. con Lucio Sergio Fidenate, e Marco Folio Flaccinatore, tutti e tre patrizi.
Durante la sua magistratura Roma soffrì prima la pestilenza e poi la carestia, visto che il contagio era arrivato anche nelle campagne, cui si cercò di porre rimedio importando grano dalle zone vicine e dalla Sicilia.